# Primo Carnera
Primo Carnera (Sequals, 25 ottobre 1906 – Sequals, 29 giugno 1967) è stato un pugile, lottatore e attore italiano naturalizzato statunitense nel 1953.
Cresciuto in un contesto di povertà, si avvicinò al pugilato in Francia dove era stato costretto a emigrare. Raggiunse la celebrità negli Stati Uniti, dove si era trasferito nel 1929. Soprannominato "La montagna che cammina" per la sua imponente stazza, fu il primo italiano a conquistare un titolo mondiale di pugilato quando, il 29 giugno 1933, detronizzò Jack Sharkey per la corona iridata dei pesi massimi. Perse la cintura il 14 giugno 1934 contro Max Baer.
Durante la sua carriera sconfisse quattro pugili ammessi dalla International Boxing Hall of Fame tra i più forti di tutti i tempi: Young Stribling (una vittoria e una sconfitta), George Godfrey (vittoria per squalifica), Jack Sharkey (vittoria per KO, preceduta da una sconfitta ai punti) e Tommy Loughran (vittoria ai punti). Al momento, tuttavia, non gli è stato ancora attribuito il medesimo riconoscimento. Fu anche Campione d'Europa (1933-1935), a spese di un "mito" del pugilato spagnolo come il basco Paulino Uzcudun, che batté due volte.
A partire dagli anni quaranta seppe trovare fortuna anche nel mondo del cinema e del wrestling. Recitò infatti in pellicole italiane e statunitensi prima di intraprendere con successo la carriera da lottatore. Dopo aver girato il mondo come celebrità nei decenni successivi, abbandonò definitivamente il ring e fece ritorno in Italia solo poche settimane prima di morire, nel 1967. Chiamato affettuosamente "Gigante buono", è noto per antonomasia come uomo di notevole statura e di eccezionale forza fisica. Nel 2019 è stato inserito nella Hall of Fame della WWE, anche se lottò per la NWA.

## Biografia

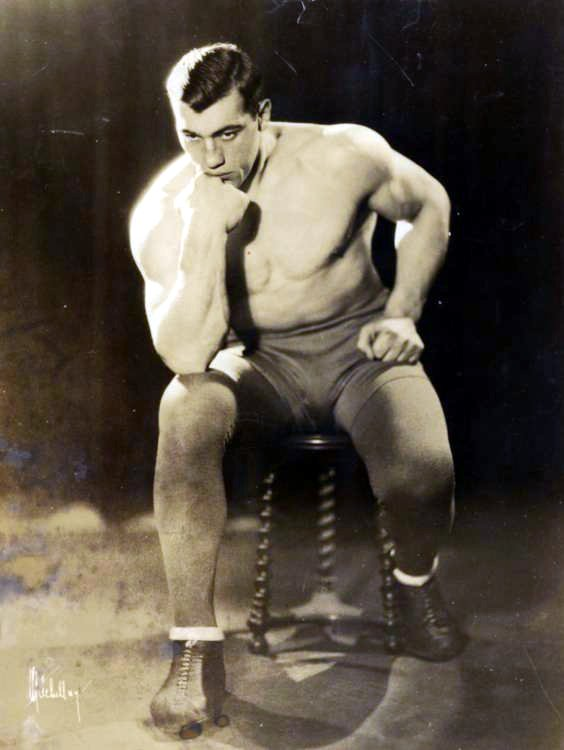
Carnera in posa

### Primi anni in Italia e artista del circo in Francia
Primo Carnera nacque a Sequals, un paesino in provincia di Pordenone, il 25 ottobre 1906, primo dei tre figli di Isidoro Sante Carnera (1876-1941) e Giovanna Maria Mazziol (1879-1947). La famiglia era molto povera e sopravviveva solo grazie al lavoro del padre, un mosaicista emigrato in Germania. Rientrato in Italia, nel 1915 il padre fu chiamato alle armi durante la prima guerra mondiale, lasciando il carico familiare sulle spalle della moglie. Il giovanissimo Primo fu costretto ad abbandonare la scuola e a mendicare insieme ai suoi fratelli, Secondo (1908-1960) e Severino (1912-1964).
Ancora adolescente, spinto dalla povertà e dalla fame, emigrò in Francia presso gli zii, trovando un'occupazione come carpentiere, attività faticosa ma che gli permise una migliore alimentazione. Furono gli zii che lo introdussero nel mondo del pugilato, organizzandogli un incontro con un principiante, ma Carnera non era ancora pronto al grande passo. Il giovane in quel periodo divenne sempre più alto e robusto sino a misurare, da adulto, 197 centimetri per 130 chili.
Nel 1925 un circo fece tappa proprio dove lui risiedeva vicino a Le Mans. Mentre assisteva a uno degli incontri circensi di lotta, l'impresario notò il suo fisico imponente e lo ingaggiò. Divenne un fenomeno da baraccone e gli vennero affibbiati vari soprannomi, tra i quali il più curioso era Juan lo spagnolo. Un giorno il circo fece tappa ad Arcachon e qui, tra la folla che assisteva alle lotte di Carnera, c'era anche l'ex campione francese dei pesi massimi Paul Journée. Questi notò l'abilità del giovane lottatore, vide in lui le potenziali capacità del pugile e gli propose di abbandonare il circo perché solo allenandosi avrebbe potuto valorizzare le proprie doti. Ma per Carnera questo avrebbe significato un ritorno all'indigenza  e quindi preferì lasciar cadere la proposta di Journée. Solo in seguito trovò una soluzione: si sarebbe sostentato riprendendo il suo primo mestiere, e nel frattempo si sarebbe allenato nella palestra dell'ex campione. Il suo nuovo datore di lavoro, tuttavia, per motivi fiscali, presentò a suo nome una domanda per fargli ottenere la naturalizzazione francese. Nel fare il suo corso, questa domanda presentata a sua insaputa gli avrebbe causato, negli anni successivi, alcuni inconvenienti.

### Carriera pugilistica

#### Esordi

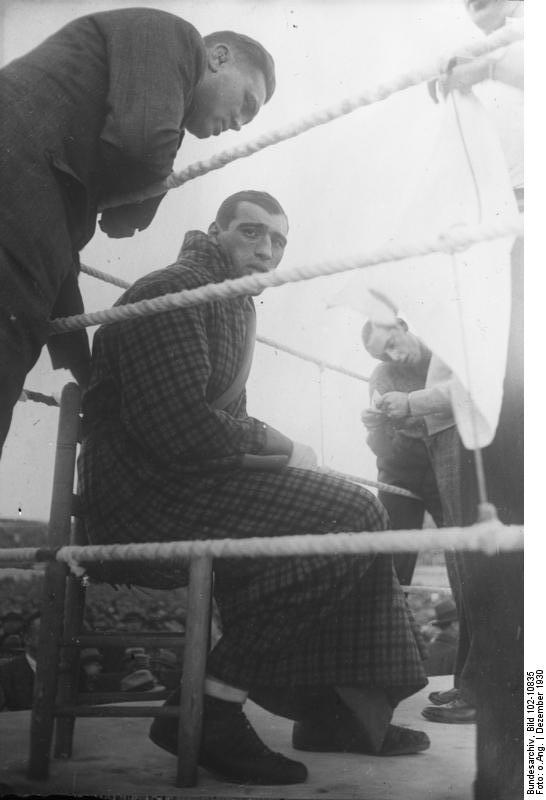
Carnera al suo angolo durante un match negli anni trenta

Grazie ad una certa caparbietà e agli insegnamenti di Journée, Carnera imparò i primi rudimenti della boxe. Il suo allenatore, allora, insistette per presentarlo al manager Léon Sée, che rimase allibito per l'imponente stazza dell'atleta. Dopo averne constatato i miglioramenti, Sée lo mise alla prova proponendolo per un match all'organizzatore Jeff Dickson. Anche se mancava ancora di tecnica, Carnera possedeva un pugno potente e sembrava in grado di cimentarsi nel professionismo.
Esordì a Parigi, il 12 settembre 1928, vincendo al secondo round per knock-out contro Leon Sebilo. Dopo altri due match vinti prima del limite, Carnera rientrò in Italia per incontrare il brasiliano Epifanio Islas, a Milano. Il pugile di Sequals apparve ancora lento e maldestro ma riuscì ad aggiudicarsi l'incontro ai punti. I giornalisti italiani, tuttavia, sostennero che il match fosse truccato e definirono Carnera "torre di gorgonzola", pensando che non sarebbe mai diventato un grande pugile.
Il 28 aprile 1929, a Lipsia, Carnera perse il suo primo incontro contro il tedesco Franz Diener, per squalifica alla prima ripresa, ma dopo altri otto incontri vinti consecutivamente, combatté due match molto discussi contro il fortissimo statunitense Young Stribling. Nel primo incontro, alla Royal Albert Hall di Londra, finì al tappeto alla quarta ripresa, ma gli fu attribuita la vittoria per squalifica perché il colpo subito fu giudicato al di sotto della cintura. Nella rivincita, disputata nemmeno venti giorni dopo a Parigi, fu a sua volta squalificato per aver colpito l'avversario dopo il suono della campana del settimo round. Disputò ancora un match, in Europa, per prendersi la rivincita con il tedesco Diener, sconfitto a Londra per KO tecnico alla sesta ripresa. Complessivamente, prima di lasciare il vecchio continente, aveva ottenuto 16 vittorie (14 prima del limite) e due sconfitte.

#### Trasferimento negli Stati Uniti

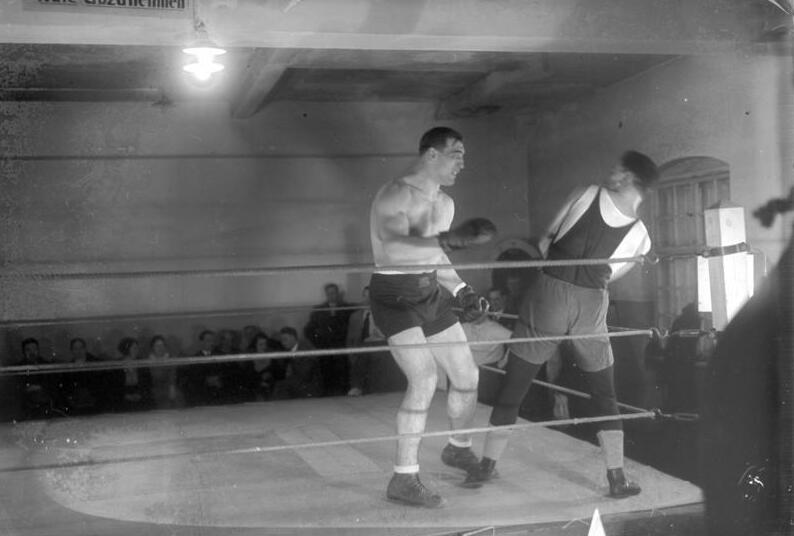
Carnera durante un incontro nel 1932

Il 31 dicembre 1929, Carnera sbarcò negli Stati Uniti d'America. La sua carriera continuò a essere gestita dallo storico manager Léon Sée che lo inserì nella scuderia dell'allenatore Bill Duffy, in contatto con la mafia italo-statunitense. Erano gli anni del proibizionismo, della crisi economica e si decise di investire sul gigantesco pugile italiano. Sulla stampa, fu pubblicizzato come The Ambling Alp (La montagna che cammina lentamente). Il manager e il suo allenatore, visti gli stretti legami con la mafia, "gestivano" senza problemi i match di Carnera, facendo leva sulla sua eccessiva buona fede.
Carnera vinse prima del limite tutti i primi 23 match che disputò negli Stati Uniti, 16 dei quali per KO nelle prime due riprese. Alcuni incontri, peraltro, ebbero un andamento sconcertante. Al suo esordio, il 16 gennaio 1930 a New York, l'avversario Big Boy Peterson andò al tappeto al primo pugno incassato e poi per altre tre volte, prima di essere dichiarato fuori combattimento alla prima ripresa. Nel secondo incontro, disputato sette giorni dopo, a Chicago, il suo avversario Elzear Rioux andò al tappeto ben sei volte in una sola ripresa, tanto che la Commissione pugilistica dello Stato dell'Illinois lo multò di 1 000 dollari e gli revocò la licenza. George Trafton fu squalificato per essersi lasciato battere al primo round da colpi ritenuti insufficienti a provocare il KO. "Bombo" Chevalier, dopo aver abbandonato al sesto round, confessò alla commissione pugilistica dello Stato della California di essere stato «minacciato di morte qualora non si fosse lasciato battere prima della decima ripresa». Con questi precedenti, il 24 aprile 1930 alcuni Stati dell'Unione squalificarono Carnera che, per il prosieguo della carriera, fu costretto a combattere ove la squalifica non era riconosciuta, tra i quali - fortunatamente per lui - lo Stato più importante di tutti, cioè quello di New York. Il 23 giugno dello stesso anno, a Filadelfia, Carnera andò al tappeto alla quinta ripresa contro il temibilissimo George Godfrey che fu anch'egli squalificato per aver colpito l'avversario al di sotto della cintura. Le successive dichiarazioni dello sconfitto, tuttavia, lasciarono dubbi sulla regolarità anche di questo incontro.

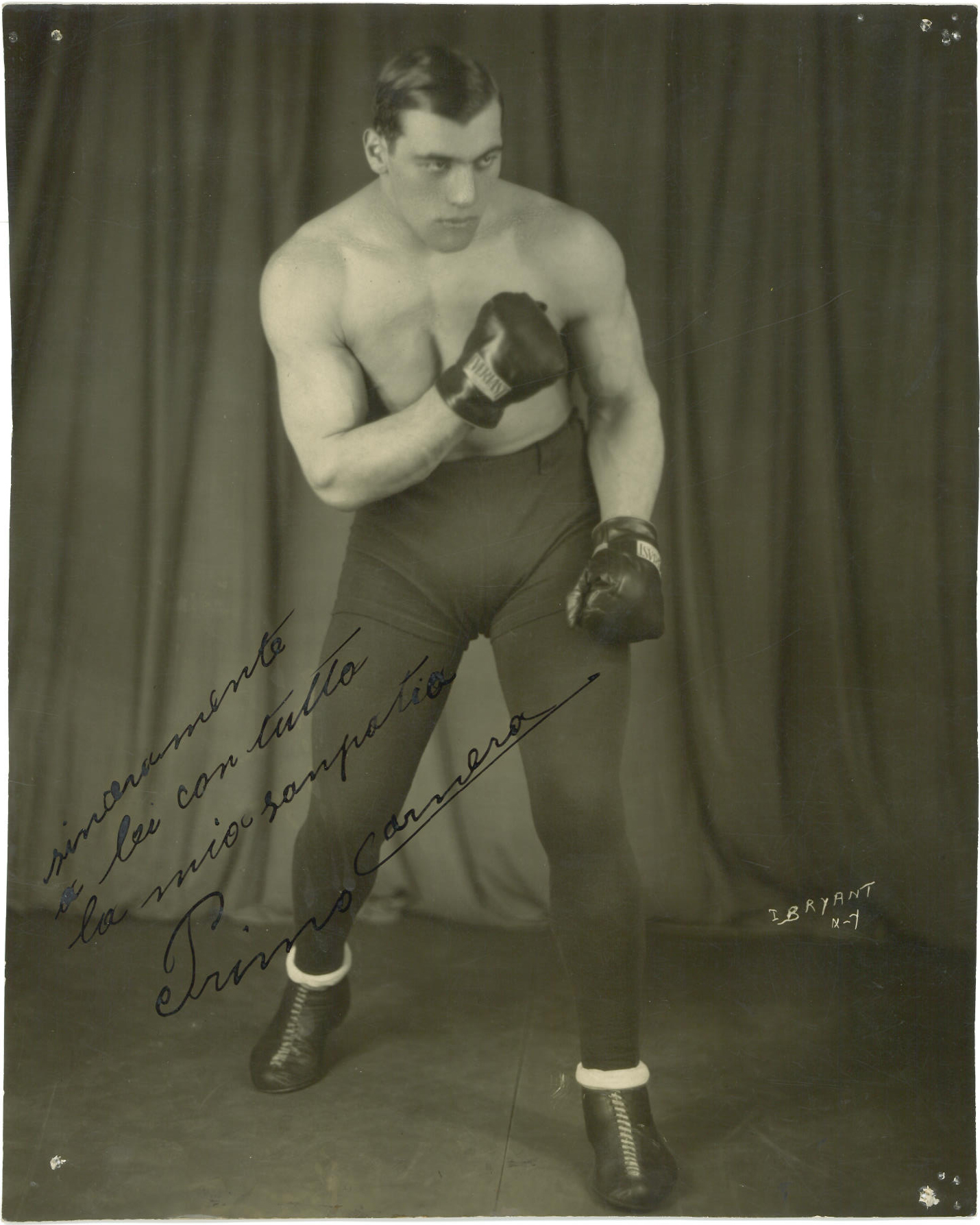
Foto con dedica autografa di Carnera, anni trenta

 Il 7 ottobre 1930, il friulano subì la prima sconfitta negli Stati Uniti, per opera di Jim Maloney, ai punti in dieci riprese. Secondo il Dizionario Biografico Treccani, tale sconfitta sarebbe stata architettata per smorzare le polemiche.
Nel frattempo, la domanda a suo tempo presentata per ottenere la cittadinanza francese aveva fatto il suo corso. Per poter tornare a combattere in Francia, quindi, Léon Sée convinse Carnera a sottoporsi a visita medica militare presso il consolato francese a New York. Le riluttanze del campione di Sequals furono superate con l'argomentazione che si sarebbe trattato di una pura formalità e così fu: Carnera fu subito riformato senza problemi.
Quindi riattraversò l'oceano, per affrontare, il 30 novembre 1930, allo Stadio Olimpico del Montjuïc di Barcellona, il basco Paulino Uzcudun che, quattro anni prima, aveva strappato la cintura europea dei pesi massimi all'italiano Erminio Spalla. Di fronte a una folla stimata tra i 75 000 e i 90 000 spettatori, il combattimento contro l'idolo locale fu uno dei più difficili. Uzcudun combatté sempre all'attacco ma l'italiano seppe colpirlo molto bene d'incontro. Secondo la United Press Carnera si sarebbe aggiudicato almeno otto riprese su dieci e, alla fine, vinse ai punti. Il match successivo si tenne a Londra, contro Reggie Meen. Qui Carnera vinse per KO. Alla fine del 1930 aveva totalizzato 25 vittorie e una sola sconfitta.
Nella successiva stagione "americana" l'esito dei match sembra essere stato più "regolare". Carnera ricominciò da Miami, con la rivincita contro Jim Maloney, che si aggiudicò ai punti in dieci riprese. Dopo altri sei match, tutti vinti, il friulano fu designato per combattere per il titolo nordamericano contro Jack Sharkey, il 12 ottobre 1931, all'Ebbet's Field di New York. Si trattava già, virtualmente, di una semifinale per il titolo mondiale, in quanto Sharkey era stato appena sconfitto in un match per il titolo mondiale vacante da Max Schmeling e aveva intenzione di incontrare nuovamente, a breve, il neocampione del mondo. Sharkey martellò Carnera per tutte le quindici riprese e lo spedì anche al tappeto sino al conto di otto. L'italiano, però, seppe rialzarsi e rimanere in piedi per tutto l'incontro, finendo sconfitto solamente ai punti. Dopo circa un mese Carnera sconfisse ai punti, con verdetto unanime, il quotato King Levinsky. Sempre a novembre, incontrò l'italo-argentino Victorio Campolo, che era addirittura più alto di lui, ma con un allungo inferiore e lo mise KO al secondo round. Il 1931 si concluse con un totale di dieci incontri, nove vinti e uno perso ai punti. Nel 1932 Carnera subì due sconfitte ai punti. La prima a Londra contro il campione dell'Impero britannico Larry Gains. La seconda contro Stanley Poreda fu molto discussa perché risultarono decisive quattro ammonizioni a lui inferte da un arbitro che fu poi sospeso per manifesta incapacità; vinse gli altri ventitré incontri. Finalmente dopo questi match, Carnera venne a conoscenza del fatto che Léon Sée si appropriava della maggior parte del denaro della sua borsa, cosicché gli tolse la procura e, deluso, rientrò in patria.
In Italia, Carnera fece la conoscenza di Luigi Soresi, con il quale si accordò per sostituire Léon Sée. Meno esperto del precedente manager, ma anch'egli abbastanza furbo, Soresi riportò Carnera negli Stati Uniti, sempre nella scuderia di Bill Duffy. Qui riuscì a proporlo quale sfidante al titolo mondiale contro Jack Sharkey che, nel frattempo, era diventato campione del mondo. Questi però impose che il suo avversario dovesse uscire dalla sfida tra Carnera e il pugile Ernie Schaaf, di cui era il procuratore. Schaaf era reduce da un terribile atterramento subito da Max Baer, il 31 agosto 1932. Salvato dal gong, i suoi "secondi" erano riusciti a fargli riprendere i sensi soltanto dopo tre minuti. Un'inchiesta promossa dopo l'incontro con Carnera avrebbe messo in luce che, già prima di salire sul ring, Schaaf aveva subito danni irreversibili al cervello.
L'incontro tra Carnera ed Ernie Schaaf, il 10 febbraio 1933 a New York, fu condizionato da tale precedente. Al 13º round, Schaaf fu messo al tappeto due volte e, la seconda volta, non si rialzò più. Trasportato privo di conoscenza all'ospedale, morì il 14 febbraio, ufficialmente, per emorragia cerebrale. Afflitto quindi dai rimorsi di coscienza, Carnera decise il ritiro dalla boxe. Grazie all'aiuto degli amici, della famiglia e della madre di Schaaf, uscì da questo brutto periodo. Dopo due mesi riprese gli allenamenti per prepararsi a conquistare il titolo mondiale.

#### Il titolo mondiale dei pesi massimi

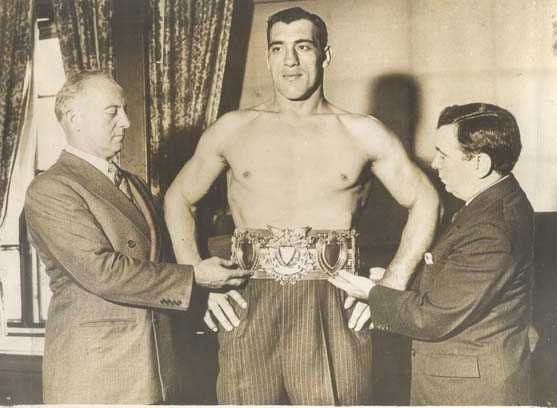
Carnera con la cintura di campione mondiale dei pesi massimi

Jack Sharkey, di Boston, era di origine lituana (il suo vero nome era Joseph Paul Zukauskas); aveva conquistato il titolo mondiale dei pesi massimi il 21 giugno 1932 nella rivincita con il tedesco Max Schmeling, per un controverso verdetto ai punti. Prima di mettere in palio il titolo con Carnera aveva un record di 35 vittorie, 8 sconfitte e due pari, contro le 74 vittorie e 6 sconfitte dello sfidante.
Il 29 giugno 1933, i due pugili si sfidarono al Madison Square Garden Bowl di New York, a Long Island, di fronte a 40 000 spettatori. Al peso, Carnera accusò 118 kg; il campione in carica 91.
Già nel primo round, Carnera atterrò l'avversario, che si rialzò immediatamente, evitando il conteggio. L'incontro proseguì abbastanza equilibrato per altre cinque riprese. Al sesto round Carnera atterrò una seconda volta il campione del mondo, che si rialzò e fu contato dall'arbitro. Subito dopo il pugile italiano colpì in pieno volto Jack Sharkey con un montante destro, mandandolo KO e conquistando la cintura di campione del mondo dei pesi massimi. Carnera era diventato il primo italiano campione mondiale di pugilato. Dopo l'incontro, il pugile scrisse due telegrammi di ringraziamento: il primo era indirizzato alla madre e il secondo al duce.

1933, Primo Carnera dopo la vittoria su Jack Sharkey

Tornato in Italia, Carnera divenne un eroe nazionale. Mussolini voleva fare di Carnera un modello da imitare e lo fece affacciare dal balcone di Piazza Venezia. Per l'occasione il pugile indossò l'uniforme della milizia fascista, arruolato, a fini propagandistici, come milite (Camicia Nera) della 55ª Legione Alpina "Friulana" di Gemona. Il Minculpop (ministero della cultura popolare) lo rese un modello ideale dell'italiano, vietando anche espressamente agli organi di stampa di pubblicare immagini di Carnera al tappeto. La sua popolarità incrementò la produzione di fumetti, manifesti e articoli di stampa che lo omaggiavano come un uomo invincibile. Gli venne assegnato il titolo onorario di campione italiano dei pesi massimi. Inoltre, Mussolini in persona risolse la diatriba con il governo francese circa la domanda di naturalizzazione francese presentata a suo tempo a nome di Carnera.
Il 22 ottobre 1933, a Roma, Carnera mise in palio il titolo mondiale contro il campione d'Europa in carica, lo spagnolo Paulino Uzcudun; l'incontro, pertanto, prevedeva l'aggiudicazione di entrambe le cinture dei pesi massimi. Nella cornice di Piazza di Siena, in Roma, Primo Carnera combatté di fronte a 60 000 spettatori, alla presenza di Benito Mussolini, esibendo una camicia nera sotto all'accappatoio, al fine di esprimere la propria vicinanza al regime fascista. Il match risultò abbastanza monotono agli occhi degli spettatori, che attendevano una vittoria per KO del pugile di casa. Nonostante Carnera avesse attaccato per tutto l'incontro, infatti, non riuscì ad atterrare nemmeno una volta l'indomabile avversario che, però, prima di allora, non aveva mai perso prima del limite. Il match, comunque, si concluse con una netta vittoria ai punti per il campione del mondo che conquistò, così, anche il titolo europeo.
Dopo questa prima difesa del titolo, Carnera ritornò negli Stati Uniti. Il 1º marzo 1934 mise in palio la cintura mondiale contro Tommy Loughran che era stato campione del mondo dei pesi mediomassimi, tra il 1927 e il 1929. Carnera accusò al peso 122,5 kg e lo sfidante solamente 84,4 kg. Il pugile italiano, più pesante di oltre 38 chilogrammi, conservò la corona mondiale per unanime verdetto ai punti in quindici riprese (10-1 per due giudici e 12-3 per il terzo).

#### La sconfitta con Baer e la perdita del titolo

Benito Mussolini incontra i pugili Primo Carnera, Vittorio Venturi, Cleto Locatelli, Vittorio Tamagnini e il manager Luigi Soresi, 1933

Il prescelto per il successivo match fu Max Baer, otto centimetri più basso di Carnera ma con un notevole allungo (206 cm), in rapporto all'altezza, anche se comunque inferiore ai 216 cm dell'italiano. Oltre a Ernie Schaaf, Baer aveva sconfitto un anno prima l'ex campione del mondo Max Schmeling per KO tecnico alla decima ripresa.
L'incontro fu allestito il 14 giugno 1934, al Madison Square Garden Bowl di New York, di fronte a 56 000 spettatori. Il pugile italiano salì sul ring privo di Bill Duffy al suo angolo, essendo stato questi arrestato nell'imminenza del combattimento.
L'andamento dell'incontro e, soprattutto, il numero degli atterramenti subiti da Carnera, alla luce dei canoni della boxe attuale, è di difficile decifrazione. L'arbitro non effettuò alcun conteggio e, all'epoca, non esisteva la regola di decretare automaticamente il KO tecnico dopo tre knockdown subiti nello stesso round. Inoltre, non sembra che sia stata sempre rispettata o applicata in modo corretto la regola di allontanare verso l'angolo neutrale l'autore degli atterramenti. Il giornalista Nat Fleischer ha contato tre atterramenti subiti da Carnera nel primo round e altrettanti al secondo. Dal filmato cinematografico, tuttavia, si evince che solo due volte l'arbitro abbia fermato l'incontro alla prima ripresa, indicando a Baer l'angolo neutrale; mentre al secondo round Carnera, nel cadere al tappeto, abbia in tutti i casi trascinato a terra con sé lo sfidante con i pugili, poi, immediatamente rialzatisi senza che l'arbitro abbia mai interrotto l'incontro.
L'episodio decisivo, comunque, si era già avuto dopo due minuti e dieci secondi circa dall'inizio dell'incontro, quando Baer aveva colpito il detentore del titolo con un terribile colpo in pieno volto, mandandolo al tappeto per la prima volta e in maniera indiscutibile. Nel cadere, Carnera si procurò una slogatura alla caviglia (che poi si rivelò essere una frattura) che lo condizionò per il prosieguo dell'incontro. Le riprese centrali, caratterizzate da atteggiamenti irrisori dello sfidante – prefiguranti gli analoghi atteggiamenti di Muhammad Ali negli anni sessanta e settanta – ebbero un andamento più equilibrato: lo stesso Fleischer attribuisce a Carnera ben tre riprese, fra la terza e l'ottava.
Con il prosieguo dell'incontro, tuttavia, il campione del mondo cominciò a zoppicare sempre più vistosamente, tanto che subì un altro knockdown alla nona ripresa, tre nella decima (di cui uno nell'imminenza del suono del gong) e due all'undicesima. Il pugile italiano riuscì sempre a rialzarsi ma, dopo due minuti e 16 secondi dall'inizio dell'11º round, l'arbitro non poté che constatare la sua impossibilità a proseguire e decretare Max Baer vincitore per KO tecnico e nuovo campione mondiale dei pesi massimi.
Dopo questo incontro, Primo Carnera rimase in convalescenza per due mesi, con una gamba ingessata. Lo andarono a trovare i soli amici e parenti e il suo avversario Max Baer.
In seguito girò anche numerosi film, tra cui L'idolo delle donne, in cui Carnera e Max Baer interpretavano loro stessi.

#### La sconfitta con Joe Louis
Sei mesi dopo, il 1º dicembre 1934 ad Avellaneda di Buenos Aires, nel corso di una tournée sudamericana, Primo Carnera salì nuovamente sul ring e pose fine alla carriera dell'italo-argentino Victorio Campolo. La vittoria fu decretata ai punti in dodici riprese, di fronte a una folla di 30 000 spettatori.
Il 13 gennaio 1935, a San Paolo del Brasile, mise KO alla settima ripresa l'americano Paul Harris e anche in questo caso, dopo questo incontro, il suo avversario si ritirò dalla boxe. Nove giorni dopo, sempre a San Paolo, anche l'estone Erwin Klausner fu messo KO dall'ex campione del mondo, alla sesta ripresa. Nel frattempo, Carnera fu dichiarato decaduto dal titolo di campione europeo e di campione italiano, per non averli difesi nei termini previsti.
Rientrato negli Stati Uniti, il 15 marzo 1935 tornò a calcare il tappeto del Madison Square Garden di New York, contro Ray Impelletiere, un pugile più alto di Primo. Alla nona ripresa l'arbitro Jack Dempsey fermò l'incontro per KO tecnico mentre il manager dell'avversario dell'italiano - secondo l'Associated Press - si era precipitato sul ring per salvare il suo pugile da una più dura punizione.
Tali lusinghieri risultati, convinsero Carnera che poteva rientrare nel grande giro mondiale e decise di combattere contro l'astro nascente Joe Louis, ma purtroppo per lui, la scelta non fu felice: di otto anni più giovane, Louis si sarebbe rivelato, col tempo, uno dei più grandi pugili di tutti i tempi. L'incontro si tenne il 25 giugno 1935, allo Yankee Stadium di New York, di fronte a una folla di 60 000 spettatori. Fu un incontro bollente, pieno di cori dei tifosi dell'afroamericano. Al sesto round Louis atterrò per tre volte l'ex campione del mondo e l'incontro fu interrotto per KO tecnico, dopo 2 minuti e 23 secondi dall'inizio della ripresa.

#### Ultimi incontri
Ancora ventinovenne, Carnera proseguì nella carriera pugilistica anche dopo la sconfitta con Louis. Ottenne quattro vittorie consecutive e poi incontrò il pugile Leroy Haynes, dal quale fu sconfitto due volte per KO tecnico, il 16 marzo e il 27 maggio 1936, rispettivamente alla terza e alla nona ripresa. Successivamente, fu costretto a letto a causa di una trombosi; cominciò a pensare che fosse il momento per ritirarsi definitivamente, ma prolungò ancora la carriera di pugile, rifiutando la proposta di Jack Curley di dedicarsi al catch.
Dopo quasi diciotto mesi di inattività, tornò sul ring il 18 novembre 1937 a Parigi contro Albert Di Meglio, da cui fu sconfitto ai punti in dieci riprese. Il 4 dicembre dello stesso anno, a Budapest, incontrò Joseph Zupan. Boxrec riporta una vittoria di Carnera per KO alla seconda ripresa, così come Box-Sport, 14 dicembre 1937, p. 9 e il giornale viennese Sport Tagblatt. In talune liste degli incontri di Carnera, tuttavia, tale risultato appare ribaltato. Fu l'ultimo incontro del pugile friulano, prima della seconda guerra mondiale. Gli venne, infatti, diagnosticato il diabete e gli fu tolto un rene. Il 13 marzo 1939 si sposò con Giuseppina Kovacic, detta "Pina" (1913-1980). Dal loro amore nacquero due figli: Umberto Ernesto (1940-2009) e Giovanna Maria (1943-2017).
Credente e buon cattolico, già al suo primo rientro in Italia, nel 1930, era stato costretto ad accettare la tessera del partito fascista. Dopo la caduta del regime fu perciò arrestato dai partigiani comunisti che lo volevano giustiziare, accusandolo di essere stato un collaboratore di Mussolini. Si salvò solo grazie all'intervento del Comandante Tom Leonardo Picco, Capo di Stato Maggiore del "Gruppo Sud" delle Brigate Osoppo.
Il 22 luglio 1945, a trentanove anni, il "gigante di Sequals" tornò sul ring, allestito nello stadio di Udine, per combattere vittoriosamente contro il francese Michel Blevens, che fu sconfitto per KO alla terza ripresa. Due mesi dopo, a Trieste, mise KO alla prima ripresa anche l'americano Sam Gardner.
Gli ultimi tre incontri li combatté contro l'ex campione europeo dei pesi mediomassimi Luigi Musina. Il primo match ritardò, a causa della folla che voleva entrare anche senza biglietto. Carnera, quindi, si intrattenne in un bar, bevendo alcolici con i suoi ammiratori. Quando l'incontro ebbe inizio, fu atterrato tre volte dal suo avversario e sconfitto per KO tecnico al 7º round. Gli altri due incontri, combattuti nel 1946 a quarant'anni, li perse ai punti. Appende i guantoni al chiodo con alle spalle una quota di incontri vinti prima del limite pari al 73,8% sul totale di quelli sostenuti.

### Carriera nella lotta libera

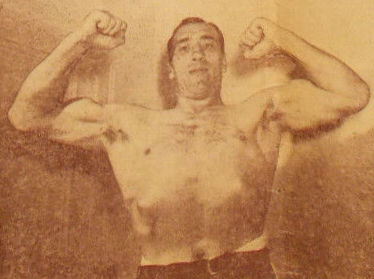
Carnera sulla rivista Wrestling News Pictorial Pulse del 9 gennaio 1947

Nel dopoguerra Carnera tornò a fare il lottatore. Stavolta, non come fenomeno da baraccone, ma come wrestler. Già nel 1941 Jack Curley gli aveva proposto questa alternativa, ma allora aveva rifiutato. Solo nel 1946, trasferitosi nuovamente negli Stati Uniti, si rese conto che quello era l'unico modo per restare sul ring. Il 20 agosto 1946, a Wilmington (Los Angeles), esordì contro Jules Strongbow, vincendo. Il 4 ottobre, ad Atlanta combatté con Cheif Saunooke, il quale fu messo al tappeto. Dopo una settimana, sempre per la Georgia Championship Wrestling, promotion della NWA (National Wrestling Alliance), lottò contro Jules Strongbow, prevalendo ancora una volta. Il 24 marzo 1947 lottò contro George Macricostas, e poi contro Babe Sharkey, vincendo tutti e due gli incontri.
Carnera riacquistò la sua popolarità, soprattutto dopo aver vinto l'incontro con uno dei maggiori esperti di wrestling di quel periodo, Ed Lewis (2 e 7 dicembre 1947). Il 1948 iniziò con il ritorno alla GCW, sconfiggendo Roland Kirchmeyer (2 gennaio) e successivamente anche Pete Managoff (7 gennaio).
Anche nel wrestling Carnera divenne, quindi, uno dei campioni più temuti. Neanche Kola Kwariani, riuscì ad abbatterlo. Il 3 maggio 1948, combatté per il titolo mondiale dei pesi massimi della National Wrestling Alliance (NWA) contro Lou Thesz, uno dei più grandi wrestler di tutti i tempi, ma fu sconfitto.

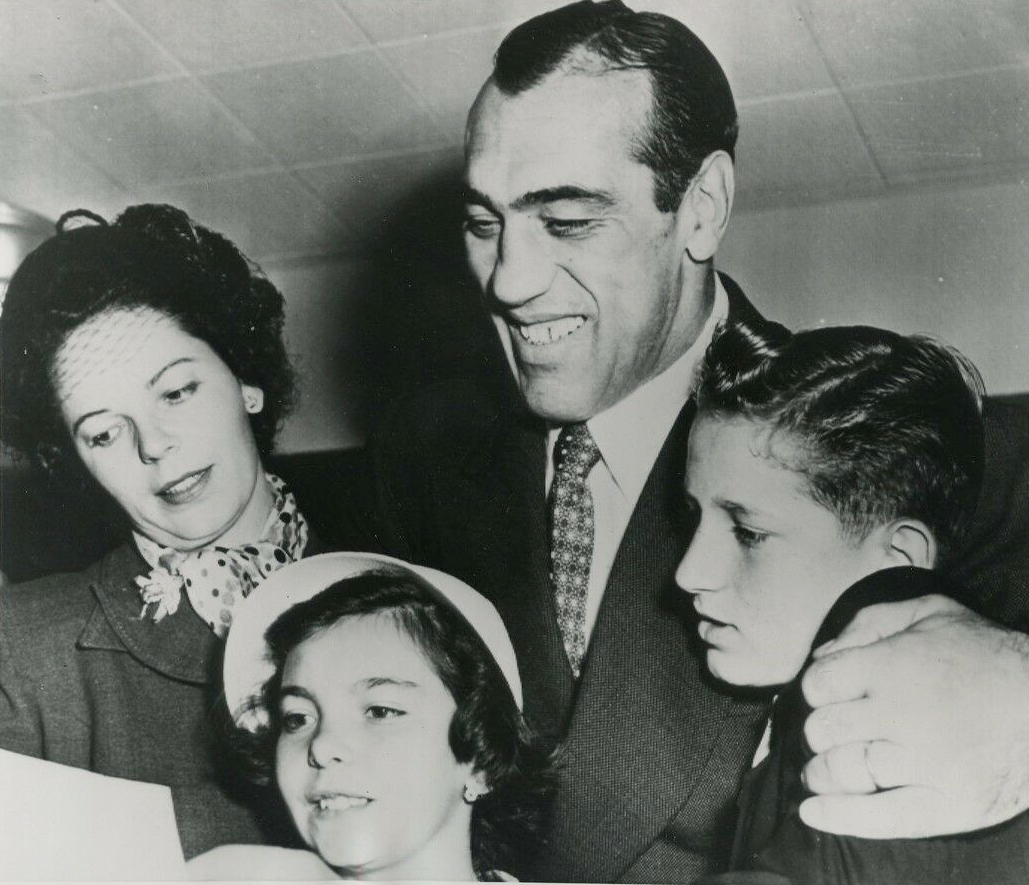
Carnera e la sua famiglia festeggiano l'ottenimento della duplice cittadinanza nell'agosto 1953

Il 20 aprile 1949, a New York, Carnera fu sconfitto anche dall'italo-argentino Antonino Rocca. Il 20 dicembre 1950, formò un tag team con Sandor Szabo e sostenne un combattimento valido per il titolo mondiale a coppie, sempre della NWA, contro i fratelli Mike e Ben Sharpe ma con esito negativo.
Il 20 aprile 1951, Max Baer gli arbitrò un vittorioso match contro Joe Stalin. Questo incontro fu molto seguito per la presenza, appunto, di Baer, che gli aveva tolto il titolo; erano in molti a pensare che Carnera non avrebbe resistito alla tentazione di sfidarlo nuovamente. A dicembre prevalse su Red Menace. Il 18 dicembre 1952, a quarantasei anni, sfidò nuovamente Lou Thesz per il titolo mondiale NWA ma fu sconfitto di nuovo.
Nel 1953 tutta la famiglia Carnera ottenne anche la cittadinanza statunitense. Questo eliminò ogni ostacolo nell'interpretare qualche ruolo cinematografico. In tutto, Carnera girerà quindici film, tra cui Ercole e la regina di Lidia, Il tallone di Achille e altri ancora; intraprese anche una tournée musicale con Renato Rascel (il comico conosciuto con il soprannome di il piccoletto). Aprì un ristorante e un negozio di liquori. Il ritrovato benessere economico gli permise di far studiare i figli in prestigiosi college statunitensi.
Il 21 novembre 1956, a cinquant'anni, Carnera conquistò finalmente una corona anche nel wrestling, e cioè il titolo della WWA Los Angeles International Television, in tag team con Bobo Brazil. Nemmeno due mesi dopo, Carnera reclamò nuovamente di combattere per il titolo mondiale individuale; gli fu allestito un match a Melbourne, il 18 febbraio 1957, contro l'idolo locale, l'australiano nato in Ungheria Emile Czaja, detto King Kong, alto 183 cm ma pesante ben 182 chilogrammi. L'incontro finì con un verdetto di no contest. Sempre nel 1957 si tenne l'incontro esibizione di wrestling contro Max Baer che fu dichiarato in pareggio.
Tra il 1961 e il 1962, ad oltre cinquantacinque anni, sostenne, per la Worldwide Wrestling Associates (WWA), ben sei combattimenti validi per il titolo contro Freddie Blassie ma tutti con esito negativo. Disputò l'ultimo combattimento il 25 ottobre 1963, a cinquantasette anni, a Bakersfield, California, contro "The Destroyer".

### La malattia e la morte

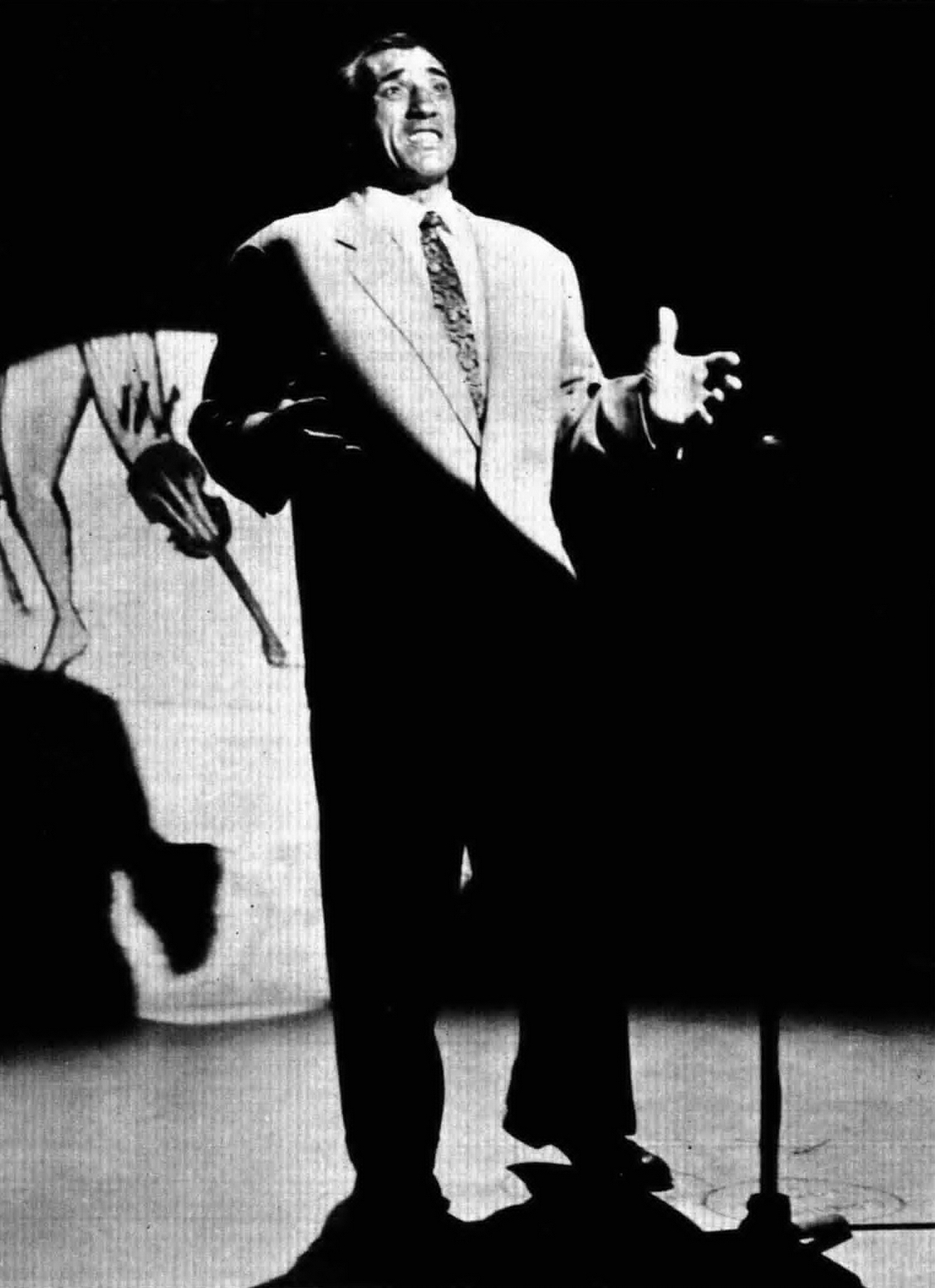
Primo Carnera ospite a Il musichiere nel 1958

Successivamente iniziò a dedicarsi di più al cinema, anche perché le sue condizioni di salute erano peggiorate. Carnera si ammalò di cirrosi epatica e quando comprese che gli restava poco da vivere fece ritorno in Italia.
Nel maggio 1967 tornò a Sequals, a godersi i suoi affetti. Il "Gigante buono" morì nel 34º anniversario dalla conquista del titolo mondiale dei pesi massimi, il 29 giugno 1967.
Carnera è stato sepolto nella tomba di famiglia nel cimitero di Sequals. Dall'aspetto fisico caratteristico (altezza elevata, aspetto caratteristico del mento, delle bozze frontali, delle mani, cifosi), e dalle informazioni che si hanno sulle sue condizioni fisiche nel corso della sua vita (la cifosi progressiva, la diastasi dentaria, la comparsa del diabete) appare molto probabile che Carnera soffrisse di acromegalia, una malattia causata da un'ipersecrezione di ormone della crescita (GH) da parte di un adenoma ipofisario.

## Carnera nella cultura di massa

Copertina di un'edizione del graphic novel Carnera. La montagna che cammina, di Davide Toffolo

- In Italia, il mito del gigante di Sequals ha assunto contorni leggendari, tanto che col tempo le biografie giornalistiche hanno anche aggiunto ulteriori centimetri alla sua già notevole statura, rispetto a quanto risulta ufficialmente nei siti specializzati statunitensi[2]: La Repubblica[29], nel 2005, il Corriere della Sera, nel 2006[45], e La Gazzetta dello Sport[46] nel 2008, lo indicano alto 205 cm, mentre Il Sole 24 Ore, nel 2008, si è fermato a 202 cm[47] e la figlia del pugile, Maria Giovanna Carnera, in una intervista, ricorda suo padre alto 203 cm[48]. Non potevano mancare i così soprannominati piedi da violino, lunghi 32 cm, che calzavano il 52[29] (anche se in base alla lunghezza, è più probabile che corrispondessero ad un 50 di scarpe).
- Per un'apparizione nel film Il re dell'Africa (1949), divertente sequel di King Kong, diretto da Ernest B. Schoedsack, il pugile italiano fu ingaggiato in un improbabile confronto di boxe con il gigantesco gorilla.
- Alla figura di Primo Carnera è ispirato il film Il colosso d'argilla (1956), diretto da Mark Robson, con Humphrey Bogart, Rod Steiger e Jan Sterling; vi recitò, come avversario del "colosso", anche Max Baer.
- Nel film Fantozzi contro tutti (1980) il Visconte Cobram, nuovo direttore totale della Megaditta, mette alla prova le conoscenze di Fantozzi sul ciclismo chiedendogli, tra le altre cose, chi arrivò primo alla Milano-Sanremo del 1931, ma il protagonista, non sapendo cosa dire, risponde "Carnera" (in riferimento a Primo Carnera).
- Il regista Renzo Martinelli ha girato il film Carnera - The Walking Mountain (dal quale poi è stata tratta la miniserie televisiva in due puntate Il Campione più grande, trasmessa da Canale 5 il 15 e 16 dicembre 2008). Il pugile è stato interpretato dall'attore pugliese Andrea Iaia.
- La giornalista-scrittrice Giuliana Fantuz ha dedicato a Primo Carnera due libri: Carnera, mio padre (2002) e Carnera - The Walking Mountain (2008), quest'ultimo edito dall'associazione Stories.FVG[49].
- Il cantautore Goran Kuzminac ha dedicato a Carnera la canzone, nata da un suggerimento dello scrittore Emilio Del Bel Belluz, Primo di Sequals (2004), contenuta nell'album Nuvole straniere e già presentata in singolo a Sequals con la figlia del campione[50]
- Nell'album Thori e Rocce (2011) di Don Joe e Dj Shablo c'è una canzone intitolata Primo Carnera.

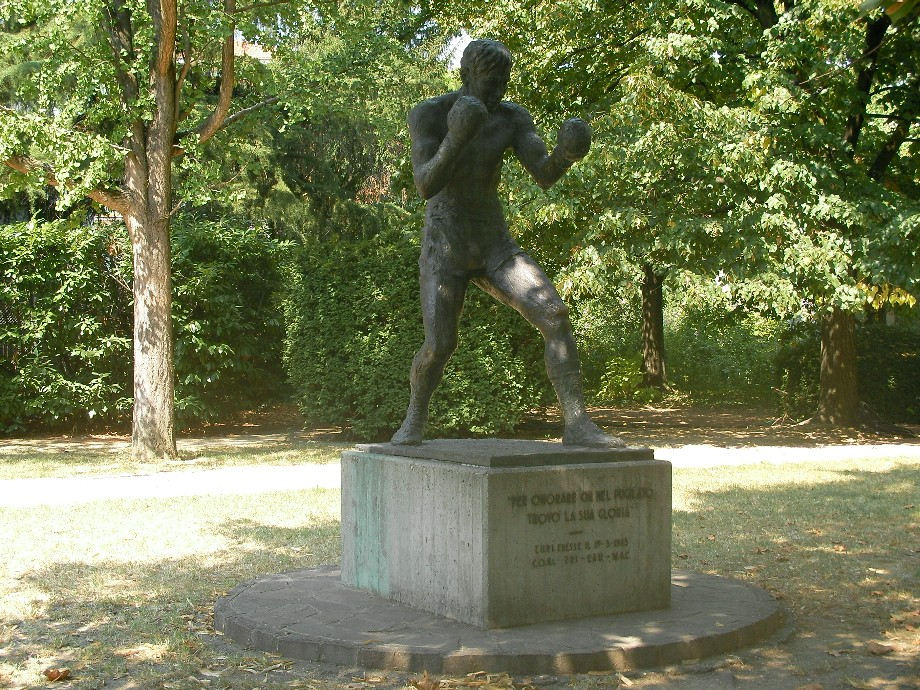
Statua di bronzo di Carnera al Parco della Resistenza (Forlì)

- Nel 1931 Floyd Gottfredson, Earl Duvall e Al Taliaferro crearono per le strisce a fumetti di Topolino il personaggio del pugile Spaccafuoco, in originale Creamo Catnera, ispirato nel nome e nella caratterizzazione a Carnera, già all'epoca molto popolare negli Stati Uniti.
- Dopo aver ispirato graficamente, nel 1938, il fumetto di Dick Fulmine, tra il 1947 e il 1950 il pugile ebbe una serie interamente dedicata a lui, Carnera, dove la sua controparte illustrata oltre a mietere successi sportivi combatteva contro gangster e criminali dell'America del tempo.
- Primo Carnera è il nome del protagonista di un fumetto di Filippo Scozzari ed è anche il nome della casa editrice che ne pubblica le storie: la Primo Carnera Editore, fondata dallo stesso Scòzzari insieme ad Andrea Pazienza, Stefano Tamburini, Massimo Mattioli e Tanino Liberatore.
- Il disegnatore Davide Toffolo ha pubblicato un libro a fumetti Carnera, la montagna che cammina per VivaComix (2006).
- L'Americano è un cocktail ufficiale IBA[51] a base di bitter e vermouth rosso che sarebbe stato ideato nel 1933 in omaggio a Carnera detto "l'americano" per i suoi successi negli Stati Uniti[52][53].
- Lungo la falconatura del Duomo di Milano, volgendo le spalle alla statua della Madonnina, si riconoscono le statue di quattro coppie di pugili, tra i quali Primo Carnera[54].
- Il palasport della città di Udine, sito nel quartiere Rizzi, è stato intitolato PalaCarnera in omaggio al campione friulano.
- Primo Carnera era stato a Longarone prima del disastro del Vajont e il museo della memoria locale ha in mostra una sua fotografia di allora in compagnia del dottore Gianfranco Trevisan, medico di base del paese, e del vigile urbano Gino Ferranti, morto nella tragedia.
- La Villa in stile Liberty fatta costruire dal campione nel suo paese natale è sede di una mostra permanente a lui dedicata e, insieme alla sua palestra, fa parte del sistema museale Lis Aganis-Ecomuseo Regionale delle Dolomiti Friulane[55].
- Il letto di Carnera (oggi non più esistente) era lungo due metri e venti, e fu costruito appositamente per lui dal maestro falegname Romano De Fabris[56].
- In Friuli, spesso i più anziani, riferendosi a Primo Carnera e alla forza dei suoi pugni usano la frase "Cjarnare cuntun puin al spache le tiare" (Carnera con un pugno scuote la terra).
- Nel 2024, nella frazione di Lestans, il campo sportivo dove gioca la squadra locale militante in Prima Categoria è stato intitolato a Primo Carnera.

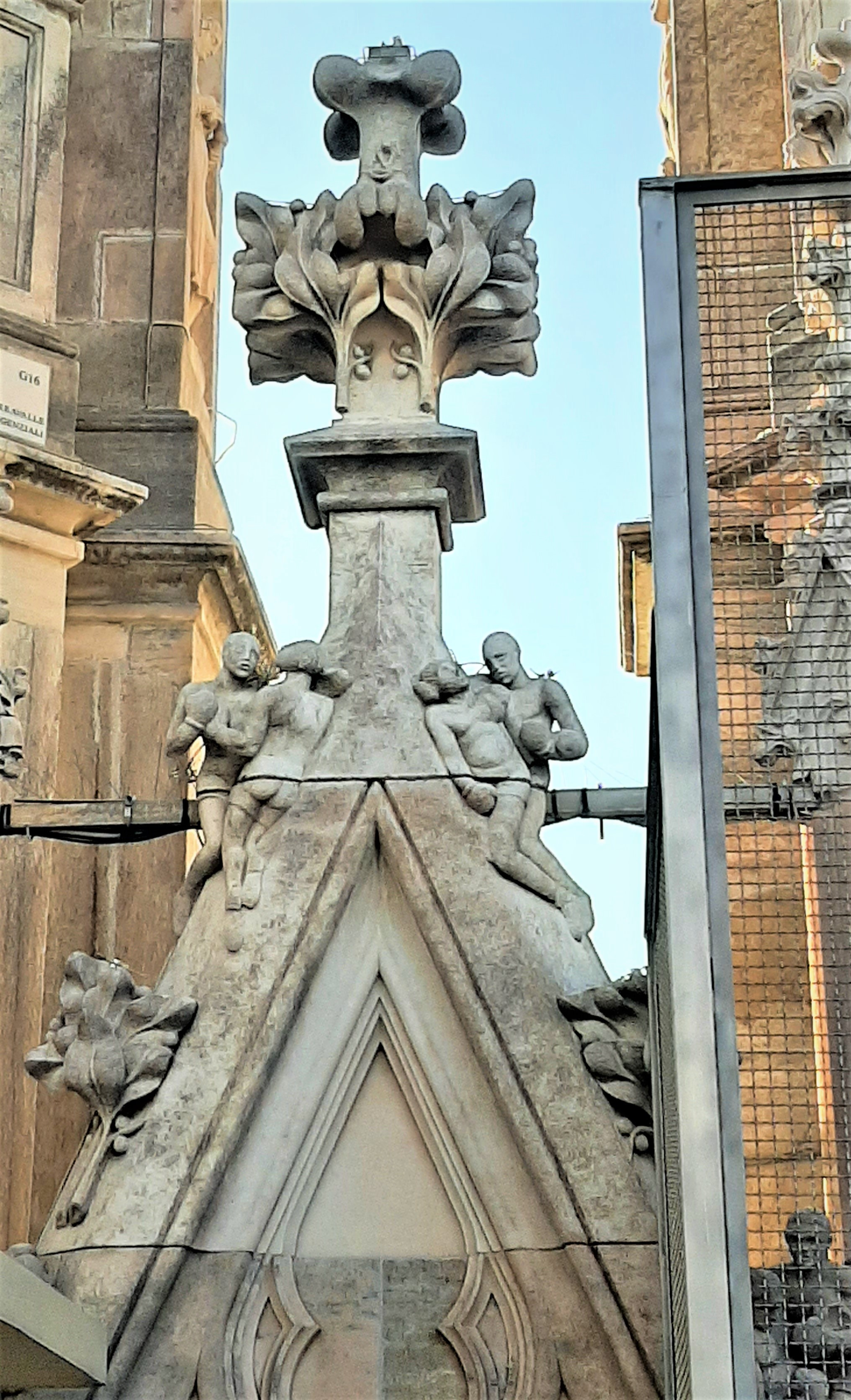
Primo Carnera ed Erminio Spalla immortalati in una guglia del duomo di Milano, raffigurazione voluta nel periodo fascista

## Onorificenze

### Riconoscimenti
- Encomio solenne del Comando Generale della Milizia nel 1930
- La sua vittoria su Jack Sharkey fu definita Ring Magazine upsets of the year nel 1933
- Medaglia d'oro del Comune di Sequals nel 1967
- Inserito nella Sports Hall of Fame di Chicago nel 1977
- Inserito nella Italian American Sports Hall of Fame
- Nel maggio 2015, una targa dedicata a Carnera fu inserita nella Walk of Fame dello sport italiano al parco olimpico del Foro Italico a Roma, riservata agli ex atleti italiani che si sono distinti in campo internazionale[58][59].
- Viene introdotto nell'ala della Legacy della WWE durante l'edizione 2019 della WWE Hall of Fame.

## Risultati nel pugilato
| N.  | Risultato | Record | Avversario           | Tipo | Round, tempo  | Data              | Località                                                    | Note                                                                                              |
| --- | --------- | ------ | -------------------- | ---- | ------------- | ----------------- | ----------------------------------------------------------- | ------------------------------------------------------------------------------------------------- |
| 103 | Sconfitta | 89–14  | Luigi Musina         | UD   | 8             | 12 maggio 1946    | Gorizia, Italia                                             |                                                                                                   |
| 102 | Sconfitta | 89–13  | Luigi Musina         | PTS  | 8             | 19 marzo 1946     | Trieste, Italia                                             |                                                                                                   |
| 101 | Sconfitta | 89–12  | Luigi Musina         | TKO  | 7             | 21 novembre 1945  | Milano, Italia                                              |                                                                                                   |
| 100 | Vittoria  | 89–11  | Sam Gardner          | KO   | 1             | 25 settembre 1945 | Trieste, Italia                                             |                                                                                                   |
| 99  | Vittoria  | 88–11  | Michel Blevens       | KO   | 3             | 22 luglio 1945    | Udine, Italia                                               |                                                                                                   |
| 98  | Vittoria  | 87–11  | Joseph Zupan         | KO   | 2 (10)        | 4 dicembre 1937   | Zirkus, Budapest, Ungheria                                  |                                                                                                   |
| 97  | Sconfitta | 86–11  | Albert di Meglio     | PTS  | 10            | 18 novembre 1937  | Salle Wagram, Parigi, Francia                               |                                                                                                   |
| 96  | Sconfitta | 86–10  | Leroy Haynes         | TKO  | 3 (10)        | 27 maggio 1936    | Ebbets Field, Brooklyn, New York, USA                       |                                                                                                   |
| 95  | Sconfitta | 86–9   | Leroy Haynes         | TKO  | 3 (10)        | 16 marzo 1936     | Arena, Filadelfia, USA                                      |                                                                                                   |
| 94  | Vittoria  | 86–8   | Isidoro Gastanaga    | TKO  | 5 (10)        | 6 marzo 1936      | Madison Square Garden, New York City, New York, USA         |                                                                                                   |
| 93  | Vittoria  | 85–8   | Big Boy Brackey      | TKO  | 4 (10), 1:06  | 9 dicembre 1935   | Broadway Auditorium, Buffalo, New York, USA                 |                                                                                                   |
| 92  | Vittoria  | 84–8   | Ford Smith           | UD   | 10            | 25 novembre 1935  | Arena, Filadelfia, Pennsylvania, USA                        |                                                                                                   |
| 91  | Vittoria  | 83–8   | Walter Neusel        | TKO  | 4 (15)        | 1º novembre 1935  | Madison Square Garden, New York City, New York, USA         |                                                                                                   |
| 90  | Sconfitta | 82–8   | Joe Louis            | TKO  | 6 (15), 2:32  | 25 giugno 1935    | Yankee Stadium, The Bronx, New York, USA                    |                                                                                                   |
| 89  | Vittoria  | 82–7   | Ray Impelletiere     | TKO  | 9 (10)        | 15 marzo 1935     | Madison Square Garden, New York City, New York, USA         |                                                                                                   |
| 88  | Vittoria  | 81–7   | Erwin Klausner       | KO   | 6 (12)        | 22 gennaio 1935   | Estádio Manuel Schwartz, Rio de Janeiro, Brasile            |                                                                                                   |
| 87  | Vittoria  | 80–7   | Seal Harris          | KO   | 7 (10)        | 13 gennaio 1935   | Estádio da Floresta, São Paulo, Brasile                     |                                                                                                   |
| 86  | Vittoria  | 79–7   | Victorio Campolo     | PTS  | 12            | 1º dicembre 1934  | Club Atlético Independiente, Buenos Aires, Argentina        |                                                                                                   |
| 85  | Sconfitta | 78–7   | Max Baer             | TKO  | 11 (15), 2:16 | 14 giugno 1934    | Madison Square Garden Bowl, Long Island City, New York, USA | Perde i titoli NBA, NYSAC, e mondiale dei pesi massimi                                            |
| 84  | Vittoria  | 78–6   | Tommy Loughran       | UD   | 15            | 1º marzo 1934     | Madison Square Garden Stadium, Miami, USA                   | Difende titoli NYSAC, NBA, e mondiale dei pesi massimi                                            |
| 83  | Vittoria  | 77–6   | Paulino Uzcudun      | UD   | 15            | 22 ottobre 1933   | Piazza di Siena, Roma, Italia                               | Difende titoli NYSAC, NBA, e mondiale dei pesi massimi; Vince titolo europeo IBU dei pesi massimi |
| 82  | Vittoria  | 76–6   | Jack Sharkey         | KO   | 6 (15), 2:27  | 29 giugno 1933    | Madison Square Garden Bowl, Long Island City, New York, USA | Vince titoli di campione NBA, NYSAC e mondiale dei pesi massimi                                   |
| 81  | Vittoria  | 75–6   | Ernie Schaaf         | KO   | 13 (15)       | 10 febbraio 1933  | Madison Square Garden, New York City, New York, USA         | Schaaf entra in coma dopo il match e muore pochi giorni dopo a causa dei colpi ricevuti           |
| 80  | Vittoria  | 74–6   | Young Spence         | KO   | 1 (10)        | 30 dicembre 1932  | Fair Park Arena, Dallas, USA                                |                                                                                                   |
| 79  | Vittoria  | 73–6   | James Merriott       | KO   | 1 (10)        | 20 dicembre 1932  | City Auditorium, Galveston, Texas, USA                      |                                                                                                   |
| 78  | Vittoria  | 72–6   | Joe Rice             | KO   | 2 (10)        | 19 dicembre 1932  | Fort Worth, Texas, USA                                      |                                                                                                   |
| 77  | Vittoria  | 71–6   | KO Christner         | KO   | 4 (10)        | 15 dicembre 1932  | City Auditorium, Omaha, Nebraska, USA                       |                                                                                                   |
| 76  | Vittoria  | 70–6   | Big Boy Peterson     | TKO  | 2 (10)        | 13 dicembre 1932  | Grand Rapids, Michigan, USA                                 |                                                                                                   |
| 75  | Vittoria  | 69–6   | King Levinsky        | PTS  | 10            | 9 dicembre 1932   | Chicago Stadium, Chicago, Illinois, USA                     |                                                                                                   |
| 74  | Vittoria  | 68–6   | John Schwake         | KO   | 7 (10), 2:16  | 2 dicembre 1932   | Coliseum, St. Louis, Missouri, USA                          |                                                                                                   |
| 73  | Vittoria  | 67–6   | Jose Santa           | TKO  | 6 (10)        | 18 novembre 1932  | Madison Square Garden, New York City, New York, USA         |                                                                                                   |
| 72  | Vittoria  | 66–6   | Les Kennedy          | KO   | 3 (10)        | 4 novembre 1932   | Arena, Boston, USA                                          |                                                                                                   |
| 71  | Vittoria  | 65–6   | Jack Taylor          | KO   | 2 (10)        | 17 ottobre 1932   | Jefferson County Armory, Louisville, Kentucky, USA          |                                                                                                   |
| 70  | Vittoria  | 64–6   | Gene Stanton         | KO   | 6 (10)        | 13 ottobre 1932   | 114th Infantry Armory, Camden, New Jersey, USA              |                                                                                                   |
| 69  | Vittoria  | 63–6   | Ted Sandwina         | KO   | 4 (10)        | 7 ottobre 1932    | Benjamin Field Arena, Tampa, Florida, USA                   |                                                                                                   |
| 68  | Vittoria  | 62–6   | Art Lasky            | NWS  | 10            | 1º settembre 1932 | Auditorium, St. Paul, Minnesota, USA                        |                                                                                                   |
| 67  | Vittoria  | 61–6   | Jack Gagnon          | KO   | 1 (10), 1:35  | 19 agosto 1932    | Tiverton, Rhode Island, USA                                 |                                                                                                   |
| 66  | Sconfitta | 60–6   | Stanley Poreda       | PTS  | 10            | 16 agosto 1932    | Dreamland Park, Newark, New Jersey, USA                     |                                                                                                   |
| 65  | Vittoria  | 60–5   | Hans Birkie          | PTS  | 10            | 2 agosto 1932     | Queensboro Stadium, Long Island City, New York, USA         |                                                                                                   |
| 64  | Vittoria  | 59–5   | Jerry Pavelec        | TKO  | 5 (10), 0:51  | 28 luglio 1932    | Playground Arena, West New York, New Jersey, USA            |                                                                                                   |
| 63  | Vittoria  | 58–5   | Jack Gross           | TKO  | 7 (10), 2:50  | 20 luglio 1932    | Ebbets Field, Brooklyn, New York, USA                       |                                                                                                   |
| 62  | Sconfitta | 57–5   | Larry Gains          | PTS  | 10            | 30 maggio 1932    | White City Stadium, Londra, Inghilterra, UK                 |                                                                                                   |
| 61  | Vittoria  | 57–4   | Hans Schoenrath      | TKO  | 3 (10)        | 15 maggio 1932    | Stadio San Siro, Milano, Italia                             |                                                                                                   |
| 60  | Vittoria  | 56–4   | Maurice Griselle     | TKO  | 10 (10)       | 29 aprile 1932    | Palais des Sports, Parigi, Francia                          |                                                                                                   |
| 59  | Vittoria  | 55–4   | Don McCorkindale     | PTS  | 10            | 7 aprile 1932     | Royal Albert Hall, Londra, Inghilterra, UK                  |                                                                                                   |
| 58  | Vittoria  | 54–4   | George Cook          | KO   | 4 (10)        | 23 marzo 1932     | Royal Albert Hall, Londra, Inghilterra, UK                  |                                                                                                   |
| 57  | Vittoria  | 53–4   | Pierre Charles       | PTS  | 10            | 29 febbraio 1932  | Palais des Sports, Parigi, Francia                          |                                                                                                   |
| 56  | Vittoria  | 52–4   | Ernst Gühring        | TKO  | 5 (10)        | 5 febbraio 1932   | Sportpalast, Berlino, Germania                              |                                                                                                   |
| 55  | Vittoria  | 51–4   | Moise Bouquillon     | TKO  | 2 (10)        | 25 gennaio 1932   | Palais des Sports, Parigi, Francia                          |                                                                                                   |
| 54  | Vittoria  | 50–4   | Victorio Campolo     | KO   | 2 (15), 1:27  | 27 novembre 1931  | Madison Square Garden, New York City, New York, USA         |                                                                                                   |
| 53  | Vittoria  | 49–4   | King Levinsky        | PTS  | 10            | 19 novembre 1931  | Chicago Stadium, Chicago, Illinois, USA                     |                                                                                                   |
| 52  | Sconfitta | 48–4   | Jack Sharkey         | UD   | 15            | 12 ottobre 1931   | Ebbets Field, Brooklyn, New York, USA                       |                                                                                                   |
| 51  | Vittoria  | 48–3   | Armando de Carolis   | KO   | 2 (10, 1:08   | 6 agosto 1931     | Shellpot Park, Brandywine Hundred, Delaware, USA            |                                                                                                   |
| 50  | Vittoria  | 47–3   | Roberto Roberti      | TKO  | 3 (10), 2:25  | 4 agosto 1931     | Dreamland Park, Newark, New Jersey, USA                     |                                                                                                   |
| 49  | Vittoria  | 46–3   | Knute Hansen         | KO   | 1 (10), 2:10  | 24 luglio 1931    | Edgerton Park Arena, Rochester, New York, USA               |                                                                                                   |
| 48  | Vittoria  | 45–3   | Bud Gorman           | KO   | 2 (10), 2:35  | 30 giugno 1931    | Mutual Street Arena, Toronto, Ontario, Canada               |                                                                                                   |
| 47  | Vittoria  | 44–3   | Umberto Torriani     | KO   | 2 (10), 0:43  | 26 giugno 1931    | Broadway Auditorium, Buffalo, New York, USA                 |                                                                                                   |
| 46  | Vittoria  | 43–3   | Pat Redmond          | KO   | 1 (10), 2:24  | 15 giugno 1931    | Ebbets Field, Brooklyn, New York, USA                       |                                                                                                   |
| 45  | Vittoria  | 42–3   | Jim Maloney          | PTS  | 10            | 5 marzo 1931      | Madison Square Garden Stadium, Miami, USA                   |                                                                                                   |
| 44  | Vittoria  | 41–3   | Reggie Meen          | TKO  | 2 (6)         | 18 dicembre 1930  | Royal Albert Hall, Londra, Inghilterra, UK                  |                                                                                                   |
| 43  | Vittoria  | 40–3   | Paulino Uzcudun      | SD   | 10            | 30 novembre 1930  | Estadio Montjuïc, Barcellona, Spagna                        |                                                                                                   |
| 42  | Sconfitta | 39–3   | Jim Maloney          | PTS  | 10            | 7 ottobre 1930    | Boston Garden, Boston, Massachusetts, USA                   |                                                                                                   |
| 41  | Vittoria  | 39–2   | Jack Gross           | KO   | 4 (10)        | 17 settembre 1930 | Chicago Stadium, Chicago, Illinois, USA                     |                                                                                                   |
| 40  | Vittoria  | 38–2   | Pat McCarthy         | KO   | 2 (10)        | 8 settembre 1930  | Velodrome, Newark, New Jersey, USA                          |                                                                                                   |
| 39  | Vittoria  | 37–2   | Riccardo Bertazzolo  | TKO  | 3 (15)        | 30 agosto 1930    | Auditorium, Atlantic City, New Jersey, USA                  |                                                                                                   |
| 38  | Vittoria  | 36–2   | George Cook          | KO   | 2 (10)        | 29 luglio 1930    | Taylor Bowl, Cleveland, Ohio, USA                           |                                                                                                   |
| 37  | Vittoria  | 35–2   | Bearcat Wright       | KO   | 4 (10)        | 17 luglio 1930    | Omaha, Nebraska, USA                                        |                                                                                                   |
| 36  | Vittoria  | 34–2   | George Godfrey       | DQ   | 5 (10)        | 23 giugno 1930    | Shibe Park, Filadelfia, USA                                 |                                                                                                   |
| 35  | Vittoria  | 33–2   | KO Christner         | KO   | 4 (10)        | 5 giugno 1930     | Fairgrounds Coliseum, Detroit, Michigan, USA                |                                                                                                   |
| 34  | Vittoria  | 32–2   | Sam Baker            | KO   | 1 (10)        | 22 aprile 1930    | Ice Coliseum, Portland, Oregon, USA                         |                                                                                                   |
| 33  | Vittoria  | 31–2   | Leon Chevalier       | TKO  | 6 (10)        | 14 aprile 1930    | Oaks Park, Emeryville, California, USA                      |                                                                                                   |
| 32  | Vittoria  | 30–2   | Neal Clisby          | KO   | 2 (10)        | 8 aprile 1930     | Olympic Auditorium, Los Angeles, USA                        |                                                                                                   |
| 31  | Vittoria  | 29–2   | Jack McAuliffe II    | KO   | 1 (10)        | 28 marzo 1930     | Stockyards Stadium, Denver, Colorado, USA                   |                                                                                                   |
| 30  | Vittoria  | 28–2   | George Trafton       | KO   | 1 (10)        | 26 marzo 1930     | Memphis, Tennessee, USA                                     |                                                                                                   |
| 29  | Vittoria  | 27–2   | Frank Zaveta         | KO   | 1 (10)        | 20 marzo 1930     | Jacksonville, Florida, USA                                  |                                                                                                   |
| 28  | Vittoria  | 26–2   | Chuck Wiggins        | KO   | 2 (10)        | 17 marzo 1930     | Arena, St. Louis, Missouri, USA                             |                                                                                                   |
| 27  | Vittoria  | 25–2   | Sully Montgomery     | KO   | 2 (10)        | 11 marzo 1930     | Minneapolis, Minnesota, USA                                 |                                                                                                   |
| 26  | Vittoria  | 24–2   | Roy Ace Clark        | KO   | 6 (10)        | 3 marzo 1930      | Arena, Philadelphia, Pennsylvania, USA                      |                                                                                                   |
| 25  | Vittoria  | 23–2   | Farmer Lodge         | KO   | 2 (10)        | 24 febbraio 1930  | Heinemann Park, New Orleans, Louisiana, USA                 |                                                                                                   |
| 24  | Vittoria  | 22–2   | Johnny Erickson      | KO   | 2 (10)        | 17 febbraio 1930  | Coliseum, Oklahoma City, Oklahoma, USA                      |                                                                                                   |
| 23  | Vittoria  | 21–2   | Jim Sigman           | KO   | 1 (8)         | 14 febbraio 1930  | Memphis, Tennessee, USA                                     |                                                                                                   |
| 22  | Vittoria  | 20–2   | Buster Martin        | KO   | 2 (10)        | 11 febbraio 1930  | Arena, St. Louis, Missouri, USA                             |                                                                                                   |
| 21  | Vittoria  | 19–2   | Billy Owens          | KO   | 2 (10)        | 6 febbraio 1930   | Armory, Newark, New Jersey, USA                             |                                                                                                   |
| 20  | Vittoria  | 18–2   | Elzear Rioux         | KO   | 1 (10)        | 31 gennaio 1930   | Chicago Stadium, Chicago, Illinois, USA                     |                                                                                                   |
| 19  | Vittoria  | 17–2   | Big Boy Peterson     | KO   | 1 (10)        | 24 gennaio 1930   | Madison Square Garden, New York City, New York, USA         |                                                                                                   |
| 18  | Vittoria  | 16–2   | Franz Diener         | TKO  | 6 (15)        | 17 dicembre 1929  | Royal Albert Hall, Londra, Inghilterra                      |                                                                                                   |
| 17  | Sconfitta | 15–2   | Young Stribling      | DQ   | 7 (10)        | 7 dicembre 1929   | Vélodrome d'hiver, Parigi, Francia                          |                                                                                                   |
| 16  | Vittoria  | 15–1   | Young Stribling      | DQ   | 4 (15)        | 18 novembre 1929  | Royal Albert Hall, Londra, Inghilterra                      |                                                                                                   |
| 15  | Vittoria  | 14–1   | Jack Stanley         | TKO  | 1 (8)         | 17 ottobre 1929   | Royal Albert Hall, Londra, Inghilterra                      |                                                                                                   |
| 14  | Vittoria  | 13–1   | Hermann Jaspers      | KO   | 3 (10)        | 18 settembre 1929 | Salle Wagram, Parigi, Francia                               |                                                                                                   |
| 13  | Vittoria  | 12–1   | Feodor Nikolaeff     | KO   | 1             | 30 agosto 1929    | Dieppe, Seine-Maritime, Francia                             |                                                                                                   |
| 12  | Vittoria  | 11–1   | Joe Thomas           | TKO  | 4             | 25 agosto 1929    | Arènes du Prado, Marsiglia, Francia                         |                                                                                                   |
| 11  | Vittoria  | 10–1   | José Leté            | UD   | 10            | 14 agosto 1929    | Atocha, San Sebastián, Spagna                               |                                                                                                   |
| 10  | Vittoria  | 9–1    | Jack Humbeeck        | TKO  | 6 (10)        | 26 giugno 1929    | Salle Wagram, Parigi, Francia                               |                                                                                                   |
| 9   | Vittoria  | 8–1    | Marcel Nilles        | TKO  | 3 (10)        | 30 maggio 1929    | Cirque de Paris, Parigi, Francia                            |                                                                                                   |
| 8   | Vittoria  | 7–1    | Moise Bouquillon     | PTS  | 10            | 22 maggio 1929    | Salle Wagram, Parigi, Francia                               |                                                                                                   |
| 7   | Sconfitta | 6–1    | Franz Diener         | DQ   | 1 (10)        | 28 aprile 1929    | Lipsia, Germania                                            |                                                                                                   |
| 6   | Vittoria  | 6–0    | Ernst Roesemann      | TKO  | 5 (8)         | 18 gennaio 1929   | Sportpalast, Berlino, Germania                              |                                                                                                   |
| 5   | Vittoria  | 5–0    | Constant Barrick     | KO   | 3             | 1º dicembre 1928  | Vélodrome d'hiver, Parigi, Francia                          |                                                                                                   |
| 4   | Vittoria  | 4–0    | Epifanio Islas       | UD   | 10            | 25 novembre 1928  | Palazzo dello Sport, Milano, Italia                         |                                                                                                   |
| 3   | Vittoria  | 3–0    | Salvatore Ruggirello | TKO  | 4 (10)        | 30 ottobre 1928   | Cirque de Paris, Parigi, Francia                            |                                                                                                   |
| 2   | Vittoria  | 2–0    | Joe Thomas           | KO   | 3             | 25 settembre 1928 | Cirque de Paris, Parigi, Francia                            |                                                                                                   |
| 1   | Vittoria  | 1–0    | Leon Sebilo          | TKO  | 2             | 12 settembre 1928 | Salle Wagram, Parigi, Francia                               |                                                                                                   |

## Wrestling

### Titoli e riconoscimenti
- NWA Hollywood Wrestling
  - NWA International Television Tag Team Championship (1) – con Bobo Brazil
- NWA San Francisco
  - NWA World Tag Team Championship (San Francisco version) (1) – con Sandor Szabo
- WWE
  - WWE Hall of Fame (Classe del 2019)

## Filmografia
Tra gli anni trenta e sessanta Primo Carnera è stato anche attore partecipando a una ventina di film, quasi sempre con ruoli secondari, alcuni spettacoli in teatro e in televisione e molte pubblicità.
- The Bigger They Are, cortometraggio, regia di Arthur Hurley (1931)
- Mr. Broadway, regia di Johnnie Walker (1933)
- Argento vivo (Bombshell), regia di Victor Fleming (1933)
- L'idolo delle donne (The Prizefighter and the Lady), regia di W. S. Van Dyke (1933)
- Traversata nera, regia di Domenico Gambino (1939)
- Vento di milioni, regia di Dino Falconi (1940)
- La nascita di Salomè, regia di Jean Choux (1940)
- Senza cielo, regia di Alfredo Guarini (1940)
- La figlia del Corsaro Verde, regia di Enrico Guazzoni (1940)
- La corona di ferro, regia di Alessandro Blasetti (1941)
- Sette anni di felicità, regia di Ernst Marischka e Roberto Savarese (1942)
- I cavalieri del deserto, regia di Gino Talamo e Osvaldo Valenti (1942)
- Harlem, regia di Carmine Gallone (1943)
- Due cuori fra le belve, regia di Giorgio Simonelli (1943)
- Il re dell'Africa (Mighty Joe Young), regia di Ernest B. Schoedsack (1949)
- Il tallone d'Achille, regia di Mario Amendola e Ruggero Maccari (1952)
- Il principe coraggioso (Prince Valiant), regia di Henry Hathaway (1954)
- La grande notte di Casanova (Casanova's Big Night), regia di Norman Z. McLeod (1954)
- Domani splenderà il sole (A Kid for Two Farthings), regia di Carol Reed (1955)
- Matinee Theatre - serie TV, 1 episodio (1957)
- Sheriff of Cochise - serie TV, 2 episodi (1956-1957)
- Ercole e la regina di Lidia, regia di Pietro Francisci (1959)